# Tolweg Jakarta-Cikampek

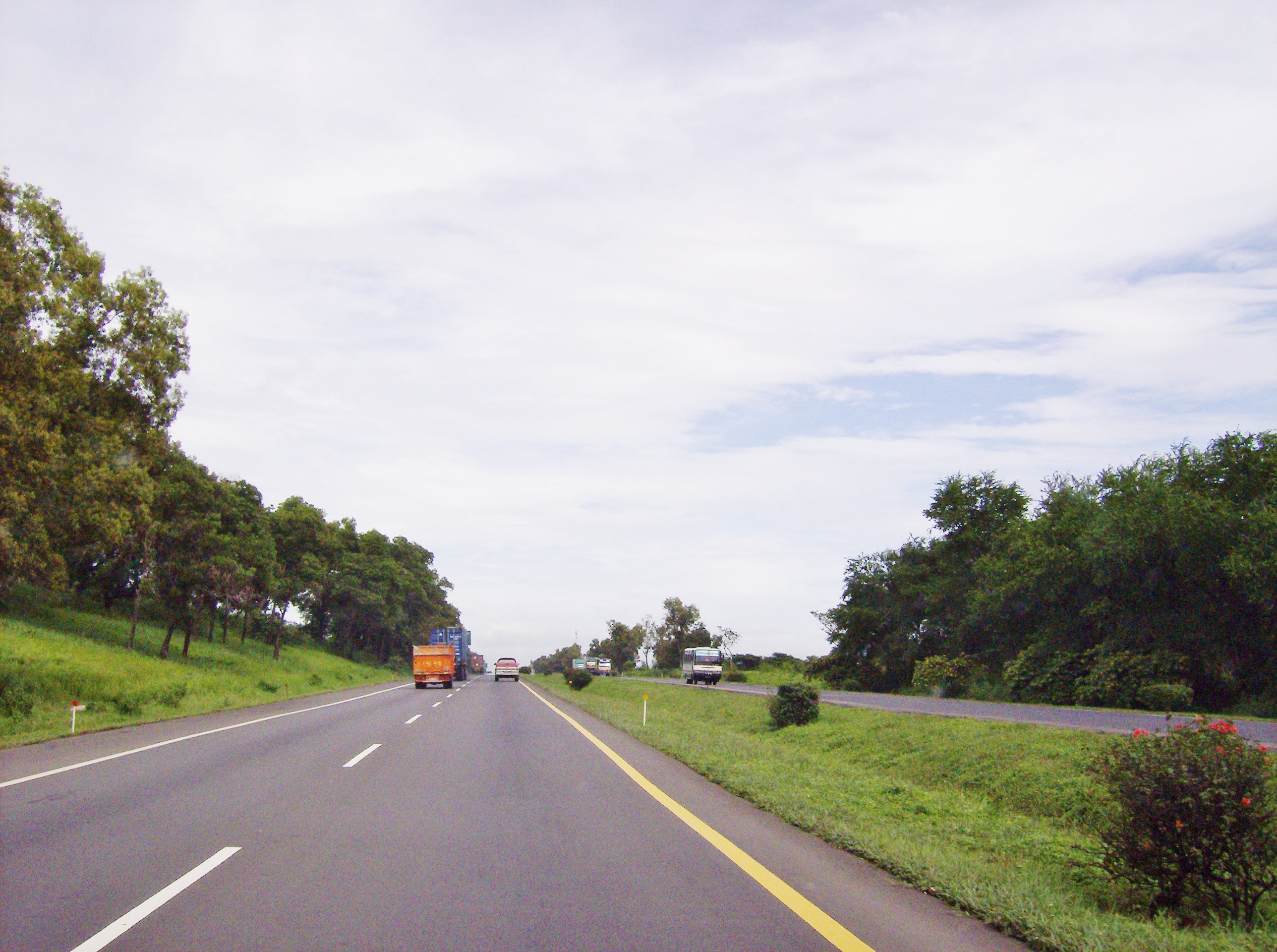
De tolweg Jakarta-Cikampek gezien vanaf Cikampek

De tolweg Jakarta-Cikampek is een tolweg op het Indonesische eiland Java, die Jakarta verbindt met meerdere steden in West-Java, zoals Bekasi en Cikampek. Bij Cikampek splitst de tolweg zich in de richting Bandung (over de Tolweg Cikampek-Purwakarta-Padalarang) die in 2005 opgeleverd is, en in de richting Cirebon waarvan de tolweg nog in aanbouw is. Tot aan Cikarang telt de tolweg 2x4 rijstroken. Ten oosten van Cikarang gaat de weg over van 2x3 naar 2x2 rijstroken, enkele kilometers na de eerste versmalling. De weg is 73 kilometer lang en de maximumsnelheid bedraagt over het grootste deel van het traject 100 km/u. De weg was van 1985 tot 1987 en werd opengesteld in 1988. De weg wordt beheerd door PT Jasa Marga.